# Rastenoviće
Rastenoviće (Servisch cyrillisch Растеновиће) is een plaats in de Servische gemeente Sjenica. De plaats telt 145 inwoners (2002).